# Parhamaxia antennata
Parhamaxia antennata là một loài ruồi trong họ Tachinidae.